# Pestalozziella subsessilis
Pestalozziella subsessilis är en svampart som beskrevs av Sacc. & Ellis 1882. Pestalozziella subsessilis ingår i släktet Pestalozziella, divisionen sporsäcksvampar och riket svampar.   Inga underarter finns listade i Catalogue of Life.